# 吳邦俊 (萬曆乙酉舉人)
吳邦俊（16世紀—17世紀），號赤含，浙江嘉興府秀水縣新塍鎮人，明朝政治人物。

## 生平
吳邦俊曾在母親生病時焚香禱告，又割右股肉為肉羹給母親治病，因此延後數日才去世，他是萬曆十三年（1585年）的舉人，十四年（1586年）會試中副榜，授松陽教諭，二十九年（1601年）陞乳源知縣，為政威嚴，釐剔弊政，清除詭寄、停革濫派，賦役比以前省去十分之三，又重修地方志，為鄧義士建祠和劉知縣母親立祀，陞羅定知州。

## 引用
1. 1 2  民國《新塍鎮志·卷十二·人物》：吳邦俊，秀水人，父槐母病革焚香籲天，割右股肉為羹以進母，延數日而卒。邦俊萬厯乙酉舉人，知翁源縣，清詭寄、革濫派，所編賦役視前省十之三，脩邑志多所發明，凡有規畫皆裨風化，遷知羅定州。 《嘉禾徵獻錄》
2. ↑  康熙《秀水縣志·卷四》：萬曆十三年乙酉科（舉人）……吳邦俊
3. ↑  康熙《乳源縣志·卷二·官師志》：知縣……明朝……吳邦俊 秀水舉人，萬曆二十九年任
4. ↑  康熙《乳源縣志·卷十二·藝文志下》：〈贈邑父母吳公膺薦序〉 鄧光祚 邑人……赤含吳公以乙榜進士司教松陽，躬先化導有蘇湖風，辛丑擢乳源令……
5. ↑  康熙《乳源縣志·卷九·治行志》：吳邦俊，號赤含，浙江秀水人，以舉人司教松陽，擢乳源令，為政威嚴，剔刷弊竇，清詭寄、革濫派，所編賦役視前省十之三，邑志自黃司理修後編殘簡缺，邦俊修輯成書多所論述，為鄧義士建祠，劉令母立祀，皆有禆於風化云。